# メジャー・レイザー
メジャー・レイザー（Major Lazer）は、アメリカ出身のダンスユニットである。
2009年にメジャー・アルバム「Guns Don't Kill People...Lazers Do」をリリース。続く2013年にセカンド・アルバム「Free the Universe」、2015年にサード・アルバム「Peace Is the Mission」をリリースし、アルバム収録曲Lean Onで知名度を上げる。
Lean Onは全米ビルボードチャートで最高4位を記録。

## メンバー
- ディプロ　/Diplo
- ウォルシー・ファイア　/Walshy Fire
- エイプ・ドラムス　/Ape Drums